# Physoconops nigrimanus
Physoconops nigrimanus är en tvåvingeart som först beskrevs av Jacques-Marie-Frangile Bigot 1887.  Physoconops nigrimanus ingår i släktet Physoconops och familjen stekelflugor. Inga underarter finns listade i Catalogue of Life.